# K洞

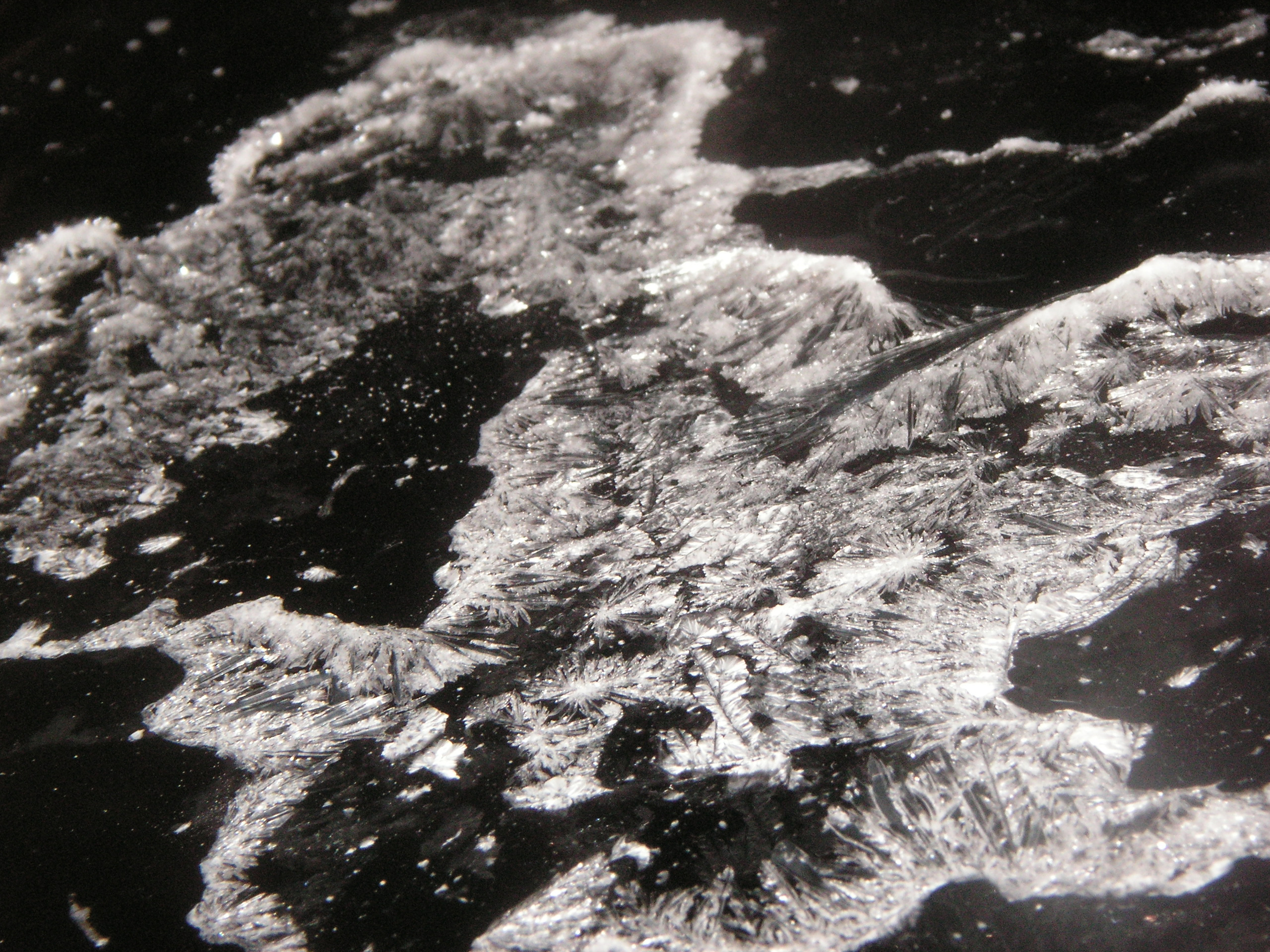
玻璃板上的氯胺酮晶体

K洞（K-hole）是氯胺酮中毒期间经历的一种短暂的解离状态。这种状态通常被称为“K-holing”，其特点是完全脱离身体和环境，使得使用者完全无法动弹。尽管偶尔会有使用者故意寻求K-holing体验，因为他们认为K-holing体验在精神或娱乐上很有价值，但这种体验通常被认为是不受欢迎的，并且经常因意外过量而发生。诱导K洞所需的高剂量氯胺酮是不安全的，并且会带来与急性毒性和慢性暴露相关的显著的身体和心理风险。

## 娱乐用途
氯胺酮是一种NMDA受体拮抗剂，于20世纪60年代开发，用于诱导患者麻醉，但娛樂性用藥者发现其抗抑郁、解离和幻觉效果非常有吸引力，这些都是K洞体验的特征。虽然娱乐性使用的氯胺酮常见剂量约为30-75毫克，但要进入K洞则需要超过150毫克的剂量
。

## 体验
每个人体验K洞的感觉都大不相同。强度和持续时间受使用者当前的精神狀態、之前的经历和药物剂量的影响。氯胺酮会引起与剂量相关的效应，包括时间和空间的扭曲、幻觉和轻度解离效应。在K洞期间，使用者会体验到与环境的高度分离，导致无法对周围环境做出反应并有功能地移动身体。在这些状态下，知觉似乎深藏在意识中，因此“外部”世界的现实似乎存在于远处。大量娱乐性使用者报告说，这种体验最吸引人的效果是“融入周围环境”、“视觉幻觉”、“灵魂出窍体验”和“傻笑”。相比之下，最不常见和最负面的效果包括濒死体验和身体健康问题，如腹痛、膀胱衰竭引起的所谓“K-痉挛（K-cramps）”，以及“记忆丧失”等令人不快的精神副作用。也有K洞后“社交能力下降”的报告。
尽管氯胺酮有成瘾风险，但许多人认为它是“无害的”，因此是“首选药物”。娱乐性用药者似乎对K洞意见不一。许多人将其描述为一次改变生活的迷人体验和一次精神之旅，从而导致某种形式的精神实现。他们表示，这种体验提供了靈視，并帮助他们克服了抑郁和社交焦慮等精神障碍。大约一半的娱乐性用药者将K洞描述为一种积极的体验，因为它提供了“短暂逃离日常问题的机会”。尽管有些人似乎很享受并积极寻找K洞，但对于许多人来说，这仍然是氯胺酮过量服用的不受欢迎的副作用。

## 风险
频繁的K洞体验还会导致情节记忆和语义记忆受损。根据这种状态的持续时间，幻觉和精神病症状可能会加重。K洞体验可能会产生身体风险。例如，膀胱损伤可能是氯胺酮诱发（溃疡性）间质性膀胱炎的征兆
。